# Крылова-Лукомская, Татьяна Николаевна
Татьяна Николаевна Крылова-Лукомская (1901—1984) — советский учёный, физик-оптик, специалист в области оптических покрытий.

## Биография
В 1924 году окончила ЛГУ имени А. А. Жданова. С 1932 по 1984 год работала в Государственном оптическом институте. Старший научный сотрудник (1949), доктор технических наук, профессор (1966).
В 1931—1933 годах участница разработки пасты ГОИ. Автор фундаментальных исследований и технологии нанесения интерференционных оптических покрытий, в том числе ахроматических просветляющих для фото- и кинооптики, цветного телевидения. Соавтор изобретения «Способ изготовления интерференционных дихроических светоделительных зеркал для приёмных и передающих устройств цветного телевидения».
Лауреат Сталинской премии второй степени 1952 года — за работу в области приборостроения. Награждена орденом «Знак Почёта» (1953), орденом Трудового Красного Знамени (1971), медалями.

## Труды
- Руководство рабочим к пользованию пастами Г. О. И. для полировки закалённой стали. Сост. Несмелов О. В., Крылова Т. Н., Лавров В. П. Под. ред. акад. Гребенщикова И. В. Л.: ГОИ, 1934. 1500 экз.
- Крылова Т. Н. Интерференционные покрытия. Оптические свойства и методы исследования. Л. : Машиностроение, 1973. — 224 с.
- Крылова Т. Н., Альбом спектральных кривых коэффициента отражения тонких непоглощающих слоёв на поверхности стекла. Л.: ОНТИ Гос. оптич. ин-та, 1956.